# 黽蝽
黽蝽（学名：Gerris cui）为黽蝽科黽椿屬下的一个种。